# Den sista resan
Den sista resan is een Zweedse documentairefilm uit 2024, geschreven en geregisseerd door Filip Hammar en Fredrik Wikingsson.

## Verhaal
Na een veertigjarige carrière als leraar Frans in Köping gaat Lars Hammar met pensioen, maar in plaats van te profiteren van het leven wordt hij passief en apathisch, tot grote ontsteltenis van zijn familie. Om de vonk in zijn leven weer aan te wakkeren, nemen zijn zoon Filip en zijn beste vriend Fredrik, Lars mee in een auto voor een roadtrip naar Frankrijk.

## Rolverdeling
| Acteur             | Personage |
| ------------------ | --------- |
| Filip Hammar       | zichzelf  |
| Fredrik Wikingsson | zichzelf  |
| Lars Hammar        | zichzelf  |

## Productie
Den sista resan werd geproduceerd door Lars Beckung en Petra Måhl voor Nexiko, met productiefinanciering van het Zweeds Filminstituut en filmcommissaris Anna Weitz.

## Release en ontvangst
Den sista resan ging op 1 maart 2024 in première in de Zweedse bioscopen en werd op 17 augustus 2024 ook vertoond op het Internationaal filmfestival van Noorwegen. De film werd geselecteerd als Zweedse inzending voor de beste internationale film voor de 97ste Oscaruitreiking maar werd niet genomineerd.
De film werd in 2025 genomineerd voor vijf Guldbagge-prijzen en won de prijs voor beste documentaire en de publieksprijs.

### Kassaopbrengsten
Na acht weken in de Zweedse bioscopen had de film 328.522 kijkers, waarmee het de meest succesvolle Zweedse documentaire in de geschiedenis werd. De film eindigde met meer dan 400.000 toeschouwers.

## Prijzen en nominaties
De belangrijkste:
| Jaar | Prijs     | Categorie          | Genomineerde(n)                   | Uitslag     |
| ---- | --------- | ------------------ | --------------------------------- | ----------- |
| 2025 | Guldbagge | Beste documentaire | Beste documentaire                | Gewonnen    |
| 2025 | Guldbagge | Publieksprijs      | Filip Hammar & Fredrik Wikingsson | Gewonnen    |
| 2025 | Guldbagge | Beste film         | Beste film                        | Genomineerd |
| 2025 | Guldbagge | Beste regie        | Filip Hammar & Fredrik Wikingsson | Genomineerd |
| 2025 | Guldbagge | Beste scenario     | Filip Hammar & Fredrik Wikingsson | Genomineerd |